# Kazuo Chiba
 (juin 2015).
Si vous disposez d'ouvrages ou d'articles de référence ou si vous connaissez des sites web de qualité traitant du thème abordé ici, merci de compléter l'article en donnant les références utiles à sa vérifiabilité et en les liant à la section « Notes et références ».
Pour les articles homonymes, voir Chiba (homonymie).
Kazuo Chiba (千葉 和雄), aussi connu sous le nom de T.K. Chiba, est un professeur d'aïkido japonais né le 5 février 1940 à Tokyo et mort le 5 juin 2015 . 
Il a passé une grande partie de sa carrière d'enseignant au Royaume-Uni et aux États-Unis. Il fut 8e dan d'aïkido à l'Aïkikaï organisation, et fondateur de dojos à Londres et à San Diego. Il est également le fondateur d'une fédération internationale d'aïkido connu sous le nom Birankai international. Dans le monde de l'aïkido, Chiba est parfois connu en tant que représentant de la partie « martiale » de l'aïkido, avec un fort accent sur le maniement des armes. En 2006, il a annoncé son départ à la retraite progressive.

## Biographie
Chiba est né le 5 février 1940 à Tokyo. À 14 ans, il a commencé à s'entraîner sérieusement au judo à l'Académie Internationale de Judo. Il a commencé l'étude du karaté shotokan à l'âge de 16 ans. Mécontent des arts martiaux qu'il avait étudiés, il a commencé à chercher l'art qui puisse satisfaire son désir.
En 1958, il a trouvé l'aïkido et débuté sept années intensives d'étude en tant qu'uchideshi avec le fondateur de l'aïkido Morihei Ueshiba, à l'Aikikai Hombu Dojo. Chiba est devenu un proche disciple de Ueshiba et voyageait avec lui comme son assistant personnel pendant la majeure partie de cette période de sept ans. Pendant ce temps, il a également étudié le iaidō. En 1960, Chiba obtenu le grade de 3e dan et a été affecté à Nagoya pour établir une école branche et servir son instructeur à temps plein. En 1962, il a obtenu le 4e dan et a commencé à enseigner au Hombu Dojo. En trois ans, au cours desquels il a enseigné dans de nombreuses universités locales, Chiba a complété sa formation comme uchideshi, et il obtint ainsi le 5e dan.
Sur instruction de Morihei Ueshiba, Chiba déménage à Sunderland, en Angleterre, en 1966. Après quelques mois, il s'installe à Londres où il crée en 1967 le Londres Aikikai. En 1968, il a formé l'Aikikai de Grande-Bretagne (plus tard rebaptisée British Aikido Federation conformément aux directives de la Fédération Internationale d'Aïkido). En 1970, il reçoit 6e dan ainsi que le titre de shihan.
En 1975, Chiba retourne au Japon pour servir en tant que secrétaire du département international de l'Aikikai Hombu Dojo. 
En 1981, il accepte l'invitation de la Fédération des États-Unis d'Aïkido de se déplacer à San Diego, en Californie, où il fonde le San Diego Aïkikaï. Il fut président du Comité pédagogique du Birankai International.